# Britta Törnblom
Anna-Maja Britta Törnblom, född 5 juni 1935 i Tyskland, död 15 augusti 1988 i Slottsstadens församling, Malmö, var en svensk läkare och socialdemokratisk kommunalpolitiker.
Törnblom blev medicine licentiat och legitimerad läkare i Lund 1971 och var provinsialläkare 1971–73. Hon vidareutbildade sig därefter, blev specialist i långvårdsmedicin 1977 och var överläkare och klinikchef vid Malmö Östra Sjukhus från 1978.
Törnblom blev 1984 ordförande i Centrum sociala distriktsnämnden och var efter den borgerliga valsegern 1985 vice ordförande i socialnämnden 1986–88. Hon var ersättare i kommunfullmäktige 1982–85, ordinarie ledamot där 1985–88 samt suppleant i kommunstyrelsen och ledamot av kommunfullmäktiges valberedning. Hon var även ledamot av Skandinaviska Enskilda Bankens lokalstyrelse, styrelsesuppleant i Malmö arbetarkommun och vice ordförande i Malmö socialdemokratiska kvinnoklubb.